# 3023 Heard
A 3023 Heard (ideiglenes jelöléssel 1981 JS) a Naprendszer kisbolygóövében található aszteroida. Edward L. G. Bowell fedezte fel 1981. május 5-én.